# Floor Jansen

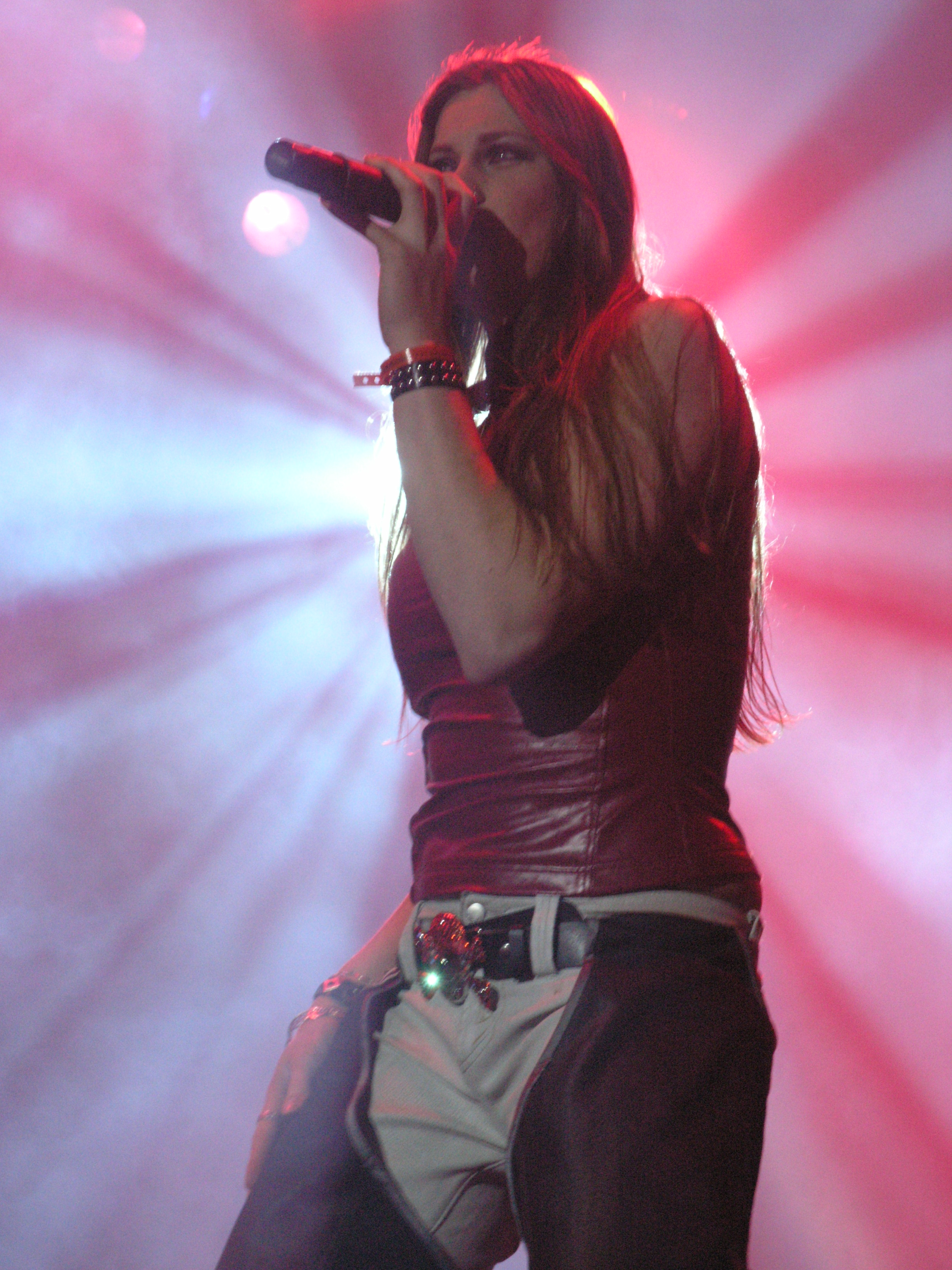
Floor Jansen

Floor Jansen (pronunție în neerlandeză [flɔr ˈjɑnsɛn];n. 21 februarie 1981, Goirle, Țările de Jos) este o cântăreață și compozitoare de origine neerlandeză. Ea este faimoasă datorită carierei muzicale alături de After Forever. După ce Anette Olzon a părăsit trupa Nightwish în 1 octombrie 2012, Floor a fost anunțată drept noua vocalistă a trupei pentru restul tour-ului Imaginareum.

## Biografie

### After Forever(1995 - 2009)
Floor avea șaisprezece ani când s-a alăturat formației Apocalypse (numele formației After Forever la început) în 1997. 
Trei ani mai târziu, formația a lansat primul lor album, Prison of Desire.
Abilitatea acesteia de a cânta muzică clasică cât și muzică rock a făcut-o renumită în scena metalului.
După ce Maek Jansen a părăsit formația în 2002, aceasta s-a ocupat de partea vocală și de versurile melodilor.
Floor a început să studieze la Dutch Rock Academy în 1999 iar trei ani mai târziu a intrat la conservator. A studiat Teatrul Muzical și opera un an. Mai târziu a început să predea un curs numit Wanna Be a Star?!. Visul ei e să cânte într-un teatrul muzical.
Trei albume ale compozitorului și multi-instrumentistului Arjen Anthony Lucassen includ vocea lui Floor. Ea a cântat o melodie pe Universal Migrator Part 1: The Dream Sequencer, a făcut un număr de contribuții în proiectul Star One, și joacă rolul Ω în albumul 01011001 de la Ayreon, și a cântat ca și vizitator alături de formația Nightmare.

## ReVamp (2009 - prezent)

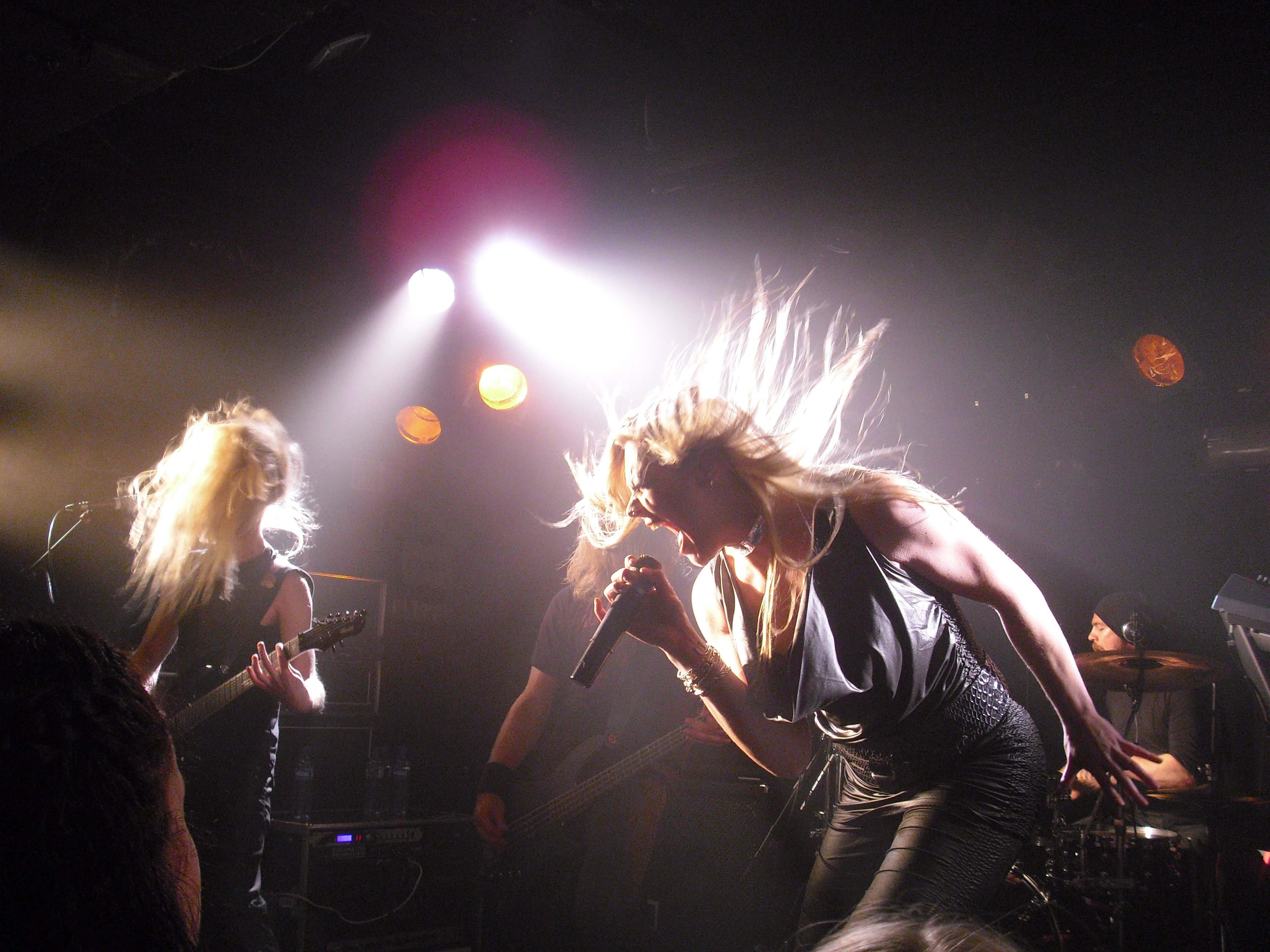
Floor Jansen evoluând live în Oslo cu ReVamp, septembrie 2010

După ce After Forever s-a destrămat, Floor a început un nou proiect alături de Jorn Viggo Lofstad (Pagan's Mind , Jørn Lande).
Pe 16 iunie 2009, Floor a anunțat prin siteul MySpace că a început să formeze o nouă formație, ca și rezultat al proiectului său cu Jorn Viggo Lofstad. În 17 octombrie 2009 a anunțat prin intermiedul siteului MySpace că formația se numește ReVamp, care este formată din fostul keyboardist After Forever Joost van den Broek, din chitaristul Waldemar Sorychta și Voodoocult.

## Discografie
| Cu After Forever Albume de studio Prison of Desire (2000) Decipher (2001) Invisible Circles (2004) Remagine (2005) After Forever (2007) EP-uri Exordium (2003) Single-uri " Follow in the Cry " (2000) " Emphasis/Who Wants to Live Forever " (2002) " Monolith of Doubt " (2002) " My Choice/The Evil that Men Do " (2003) " Digital Deceit " (2004) " Being Everyone " (2005) " Two Sides/Boundaries Are Open " (2006) " Energize Me " (2007) " Equally Destructive " (2007) Demo-uri Ephemeral (1999) Wings of Illusion (1999) Compilații Mea Culpa (2006) | - Universal Migrator Part 1: The Dream Sequencer (full-length, 2000) - 01011001 (full-length, 2008) - Elected (EP, 2008); vocals in "Ride the Comet". - Space Metal (full-length, 2002) - Live on Earth (live album, 2003) - Victims of the Modern Age (full-length, 2010) - ReVamp (2010) - Wild Card (2013) - Quarterpast (2011) - Deconstruction (2011) Vocals on the song "Pandemic" - Retrospect (2013) Vocals on the songs "Stabat Mater Dolorosa" and "Sancta Terra" |